# حجاب سرجي
الحِجابُ السَّرْجي (بالإنجليزية:Diaphragma sellae) هوَ جزء مسطح من الأم الجافية ذو فتحة دائرية لكي تسمح بمرور السويقة النخامية (pituitary stalk).
يحتجز الغدة النخامية تحته حيث توجد في الحفرة النخامية (hypophyseal fossa).
الحد الخلفي للحجاب السرجي عند ظهر السرج أما الحد الأمامي له فعند حديبة السرج التركي بجانب بروزان صغيران على كلا الجانبين يسميان بالناتئان السريريان الأوسطان.
يتغذي الحجاب السرجي من الفرع الأول للعصب القحفي ثلاثي التوائم.

## الأهمية الجراحية
تمزيق الحجاب السرجي أثناء اسئصال ورم الغدة النخامية جراحياً بالمنظار عن طريق الأنف سوف يؤدي إلى تسرب السائل الدماغي الشوكي.

## صور إضافية

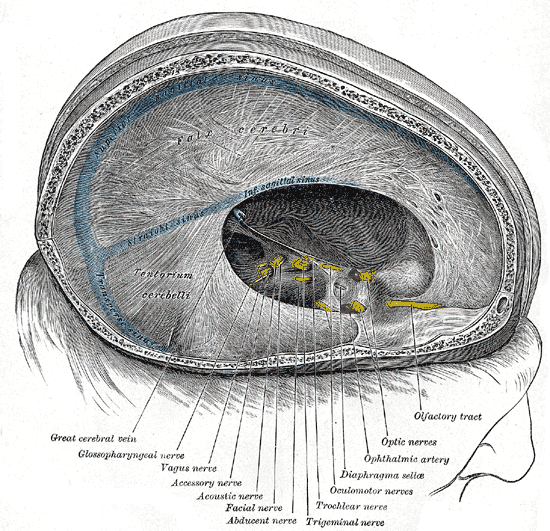
الأم الجافية وتفرعاتها مبينة هنا بعد إزالة النصف الأيمن من الجمجمة، والدماغ.
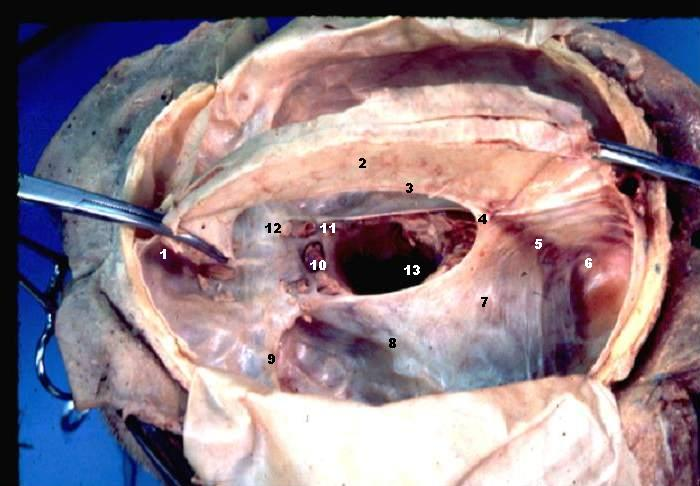
الأم الجافية للدماغ البشري

## وصلات خارجية
ect.downstate.edu/courseware/haonline/labs/l28/140101.htm